# Linia kolejowa nr 30 (CFL)

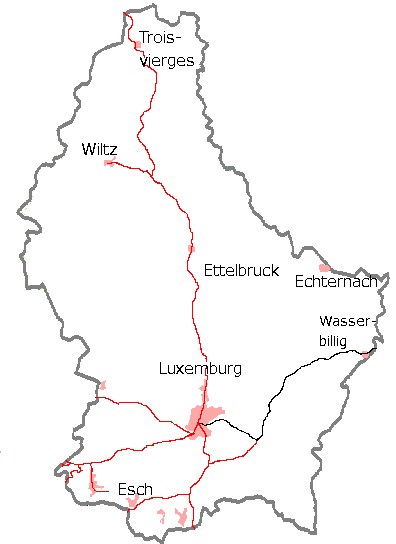
Linia kolejowa nr 30

Linia kolejowa nr 30 luksemburska linia kolejowa łączą Luksemburg z Wasserbillig, oraz Schweich, (Niemcy). linia jest obsługiwana przez Chemins de Fer Luxembourgeois.

## Stacje
- Luksemburg
- Cents-Hamm
- Sandweiler-Contern
- Oetrange
- Munsbach
- Roodt
- Betzdorf
- Wecker
- Manternach
- Mertert
- Wasserbillig
- Trier (Germany)
- Schweich (Germany)